# Rubus silvae-bohemicae
Rubus silvae-bohemicae är en rosväxtart som beskrevs av Josef Holub, Trávn.. Rubus silvae-bohemicae ingår i släktet rubusar, och familjen rosväxter. Inga underarter finns listade i Catalogue of Life.